# Arkadiusz Błochowiak
Arkadiusz Stanisław Błochowiak (ur. 29 marca 1951 w Kobylnicy, zm. 23 stycznia 2025) – polski urzędnik i samorządowiec, w latach 2007–2010 członek zarządu województwa wielkopolskiego III kadencji.

## Życiorys
Absolwent Technikum Chemicznego w Poznaniu (ze specjalizacją w technologii wody i ścieków) oraz Wydziału Rolniczego Akademii Rolniczej w Poznaniu. Początkowo pracował w Powiatowym Inspektoracie Zaopatrzenia Rolnictwa i Wsi w Wodę w Gnieźnie i Zakładach Przemysłu Ziemniaczanego w Luboniu. Od 1973 do 1994 zatrudniony w Urzędzie Wojewódzkim w Poznaniu na stanowiskach inspektora, zastępcy dyrektora i dyrektora wydziału ochrony środowiska, później kierował polsko-kanadyjską firmą „Polcan”. Od 1999 wicedyrektor Departamentu Planowania Przestrzennego i Ekologii Urzędu Marszałkowskiego w Poznaniu, następnie od 2005 do 2007 kierował w nim Wydziałem Środowiska.
Od 1972 działał w Zjednoczonym Stronnictwie Ludowym i Polskim Stronnictwie Ludowym, został członkiem władz wojewódzkich i wiceprezesem poznańskich struktur PSL. 26 listopada 2007 powołany na członka zarządu województwa wielkopolskiego odpowiedzialnego za rolnictwo i rozwój wsi (w miejsce Józefa Rackiego). Zajmował stanowisko do końca kadencji 1 grudnia 2010. W 2011 został dyrektorem Wielkopolskiego Zarządu Melioracji i Urządzeń Wodnych w Poznaniu. Kandydował bez powodzenia do sejmiku wielkopolskiego (w 2006, 2010, 2014 i 2018), do Sejmu (w 2007, 2011, 2015, 2019 i 2023) oraz do Parlamentu Europejskiego (w 2009). 
Odznaczony m.in. Srebrnym Krzyżem Zasługi oraz Odznaką honorową „Za zasługi dla województwa wielkopolskiego”.